# Omul care voia să fie rege (film)
Omul care voia să fie rege (titlu original: The Man Who Would Be King) este un film american și britanic  din 1975 în Technicolor regizat de John Huston. Scenariul este scris de Huston și Gladys Hill și se bazează pe o povestire omonimă de Rudyard Kipling. Rolurile principale au fost interpretate de actorii Sean Connery, Michael Caine, Saeed Jaffrey și Christopher Plummer (ultimul în rolul scriitorului Kipling). Filmul prezintă povestea a doi ofițeri retrași din armata britanică care urmăresc să ajungă regi ai Kafiristanului din estul Afganistanului. La începutul anilor 1954, Humphrey Bogart și-a exprimat dorința de a juca într-o ecranizare a The Man Who Would Be King și a purtat discuții în acest sens cu John Huston.

## Povestire
Povestirea originală a fost publicată inițial în The Phantom Rickshaw and other Eerie Tales (Volumul 5 al Indian Railway Library, de către A. H. Wheeler & Co din Allahabad în 1888).
Povestea este inspirată de isprăvile lui James Brooke, un englez care a devenit primul Rajah alb al statului Sarawak din Borneo; și de călătoriile aventurierului american Josiah Harlan, căruia i s-a acordat titlul permanent de Prinț al Ghorului și urmașilor săi. Conține o serie de mai multe alte elemente reale cum ar fi localizarea povestirii în Kafiristan aflat în estul Afganistanului și aspectul european al majorității locuitorilor acestuia (poporul Nuristani); iar finalul este modelat după întoarcerea capului decapitat al exploratorului Adolf Schlagintweit din Kaxgar.

## Distribuție
- Sean Connery ca Daniel Dravot
- Michael Caine ca Peachy Carnehan
- Christopher Plummer ca Rudyard Kipling
- Saeed Jaffrey ca Billy Fish
- Doghmi Larbi ca Ootah
- Jack May -  District Commissioner
- Karroom Ben Bouih - Kafu Selim
- Mohammad Shamsi ca Babu
- Albert Moses ca Ghulam
- Paul Antrim ca Mulvaney
- Graham Acres ca Ofițer
- The Blue Dancers of Goulamine - Dansatori
- Shakira Caine ca Roxanne

## Coloană sonoră
Maurice Jarre a realizat muzica acestui film și a invitat muzicieni clasici indieni pentru a participa la înregistrări alături de orchestra simfonică europeană tradițională, amestecând diferite stiluri muzicale, în general inspirându-se din cântecul irlandez "The Minstrel Boy" (împreună cu versurile lui Reginald Heber din "The Son of God Goes Forth to War"). Interpretarea fină a Minstrel Boy îi aparține lui William Lang, mai târziu fiind cântată de Black Dyke Band și de Orchestra Simfonică din Londra. 

## Premii și nominalizări
Filmul a fost nominalizat la patru Premii Oscar:
- Cele mai bune decoruri – Alexander Trauner, Tony Inglis, Peter James
- Cel mai bun scenariu adaptat – John Huston, Gladys Hill
- Cele mai bune costume – Edith Head
- Cel mai bun montaj – Russell Lloyd

Maurice Jarre a fost nominalizat la Premiul Globul de Aur pentru cea mai bună coloană sonoră.
Head a fost nominalizat la Premiul BAFTA pentru cele mai bune costume, iar Oswald Morris la Premiul BAFTA pentru cea mai bună imagine.